# Lista dzieł Ellen G. White
Ellen G. White (1827–1915), współzałożycielka Kościoła Adwentystów Dnia Siódmego jest autorką ponad 40 książek oraz około 5000 artykułów. Oficjalna lista dzieł Ellen G. White znajduje się na stronie Ellen G. White Estate.
Poniższa lista dzieł uporządkowana została zgodnie z chronologią pierwszych wydań angielskich. 

## Dzieła
| Lp. | Tytuł oryginału                                               | Pierwsze wydanie | Polski tytuł                                                    | Wydawcy w języku polskim |
| --- | ------------------------------------------------------------- | ---------------- | --------------------------------------------------------------- | --- |
| 1.  | A Word to the Little Flock                                    | 1847             | Słowo do Małej Trzody / Słowo do Małego Stadka                  | Wydawnictwo „Poselstwo Wyzwolenia”; Wydawnictwo „Prawda na Czas Obecny”                                                            |
| 2.  | Testimonies for the Church, tom 1-9                           | 1855-1909        | Świadectwa dla Zboru, tom 1-9                                   | Wydawnictwo „Testimonex” |
| 3.  | Spiritual Gifts, tom 1-4                                      | 1858-1864        | —                                                               | — |
| 4.  | Spirit of Prophecy, tom 1-4                                   | 1870-1884        | Duch Proroczy, tom 4                                            | Wydawnictwo „Testimonex” (jedynie tom czwarty)                                                                                     |
| 5.  | Early Writings                                                | 1882             | Doświadczenia i Widzenia oraz Dary Ducha / Wczesne Pisma        | Polski Dom Nakładowy; Wydawnictwo „Poselstwo Wyzwolenia”; Wydawnictwo „Testimonex”; Hope International                             |
| 6.  | Sketches from the Life of Paul                                | 1883             | —                                                               | — |
| 7.  | Historical Sketches                                           | 1886             | —                                                               | — |
| 8.  | The Great Controversy Between Christ and Satan (1888 edition) | 1888             | —                                                               | — |
| 9.  | Patriarchs and Prophets                                       | 1890             | Patriarchowie i Prorocy / Wybrańcy Boga                         | Chrześcijański Instytut Wydawniczy „Znaki Czasu”                                                                                   |
| 10. | The Story of Prophets and Kings                               | 1890             | —                                                               | — |
| 11. | Steps to Christ                                               | 1892             | Droga do Chrystusa / Kroki do Chrystusa / Pokój o jakim marzysz | Chrześcijański Instytut Wydawniczy „Znaki Czasu”; Fundacja „Źródła Życia”; Hope International; Wydawnictwo „Prawda na Czas Obecny” |
| 12. | Gospel Workers (1892 edition)                                 | 1892             | —                                                               | — |
| 13. | Thoughts from the Mount of Blessing                           | 1896             | Nauki z Góry Błogosławienia / Najpiękniejsze Nauki Jezusa       | Chrześcijański Instytut Wydawniczy „Znaki Czasu”; Fundacja „Źródła Życia”                                                          |
| 14. | The Desire of Ages                                            | 1898             | Życie Jezusa / Pragnienie Wieków                                | Chrześcijański Instytut Wydawniczy „Znaki Czasu”; Wydawnictwo „Christ Media”                                                       |
| 15. | Christ Our Saviour                                            | 1898             | Chrystus nasz Zbawiciel                                         | Chrześcijański Instytut Wydawniczy „Znaki Czasu”                                                                                   |
| 16. | The Southern Work                                             | 1898             | —                                                               | — |
| 17. | Christ’s Object Lessons                                       | 1900             | Przypowieści Chrystusa                                          | Chrześcijański Instytut Wydawniczy „Znaki Czasu”                                                                                   |
| 18. | Education                                                     | 1903             | Wychowanie                                                      | Wydawnictwo „Testimonex”; Chrześcijański Instytut Wydawniczy „Znaki Czasu”                                                         |
| 19. | The Ministry of Healing                                       | 1905             | Śladami Wielkiego Lekarza                                       | Wydawnictwo „Testimonex”; Chrześcijański Instytut Wydawniczy „Znaki Czasu”                                                         |
| 20. | The Acts of the Apostles                                      | 1911             | Działalność Apostołów / Krzyż i Miecz                           | Chrześcijański Instytut Wydawniczy „Znaki Czasu”                                                                                   |
| 21. | The Great Controversy                                         | 1911             | Wielki bój                                                      | Chrześcijański Instytut Wydawniczy „Znaki Czasu”                                                                                   |
| 22. | Counsels to Parents, Teachers, and Students                   | 1913             | —                                                               | — |
| 23. | Gospel Workers                                                | 1915             | Słudzy Ewangelii                                                | Wydawnictwo „Testimonex”; Chrześcijański Instytut Wydawniczy „Znaki Czasu”                                                         |
| 24. | Life Sketches of Ellen G. White                               | 1915             | Życie i działanie Ellen G. White / Moje życie                   | Wydawnictwo „Testimonex”; Chrześcijański Instytut Wydawniczy „Znaki Czasu”                                                         |
| 25. | Prophets and Kings                                            | 1917             | Prorocy i Królowie                                              | Chrześcijański Instytut Wydawniczy „Znaki Czasu”                                                                                   |

## Oficjalne kompilacje
| Lp.  | Tytuł oryginału                                        | Pierwsze wydanie | Polski tytuł                                             | Wydawcy w języku polskim                                                             |
| ---- | ------------------------------------------------------ | ---------------- | -------------------------------------------------------- | ------------------------------------------------------------------------------------ |
| 26.  | Christian Experience and Teaching of Ellen G. White    | 1922             | —                                                        | —                                                                                    |
| 27.  | Fundamentals of Christian Education                    | 1923             | Fundamenty Chrześcijańskiego Wychowania                  | Wydawnictwo „Testimonex”                                                             |
| 28.  | Testimonies to Ministers and Gospel Workers            | 1923             | Świadectwa dla Kaznodziejów i Pracowników Ewangelii      | Wydawnictwo „Testimonex”                                                             |
| 29.  | Christian Service                                      | 1925             | Posłannictwo Chrześcijan                                 | Chrześcijański Instytut Wydawniczy „Znaki Czasu”                                     |
| 30.  | Messages to Young People                               | 1930             | Poselstwo do młodzieży                                   | Wydawnictwo „Testimonex”; Chrześcijański Instytut Wydawniczy „Znaki Czasu”           |
| 31.  | Medical Ministry                                       | 1932             | Służba Medyczna                                          | Wydawnictwo „Testimonex”                                                             |
| 32.  | The Sanctified Life                                    | 1937             | Uświęcone Życie                                          | Wydawnictwo „Testimonex”; Chrześcijański Instytut Wydawniczy „Znaki Czasu”           |
| 33.  | Counsels on Diet and Foods                             | 1938             | Rady na temat Diety i Wyżywienia / Chrześcijanin a Dieta | Wydawnictwo „Testimonex”; Chrześcijański Instytut Wydawniczy „Znaki Czasu”           |
| 34.  | Counsels on Sabbath School Work                        | 1938             | Rady dla właściwego działania Szkoły Sobotniej           | Wydawnictwo „Testimonex”                                                             |
| 35.  | Counsels on Stewardship                                | 1940             | Rozsądne Szafarstwo                                      | Chrześcijański Instytut Wydawniczy „Znaki Czasu”                                     |
| 36.  | Counsels to Writers and Editors                        | 1946             | Rady dla Pisarzy i Wydawców                              | Wydawnictwo „Testimonex”                                                             |
| 37.  | Country Living                                         | 1946             | Życie na wsi                                             | Wydawnictwo „Testimonex”; Chrześcijański Instytut Wydawniczy „Znaki Czasu”           |
| 38.  | Evangelism                                             | 1946             | Ewangelizacja                                            | Chrześcijański Instytut Wydawniczy „Znaki Czasu”                                     |
| 39.  | Radiant Religion                                       | 1946             | —                                                        | —                                                                                    |
| 40.  | The Story of Redemption                                | 1947             | Historia Zbawienia                                       | Chrześcijański Instytut Wydawniczy „Znaki Czasu”                                     |
| 41.  | Temperance                                             | 1949             | Wstrzemięźliwość                                         | Wydawnictwo „Testimonex”                                                             |
| 42.  | Testimony Treasures, tom 1-3                           | 1949             | Ze Skarbnicy Świadectw                                   | Wydawnictwo „Poselstwo Wyzwolenia”; Chrześcijański Instytut Wydawniczy „Znaki Czasu” |
| 43.  | A Call to Medical Evangelism and Health Education      | 1950             | —                                                        | —                                                                                    |
| 44.  | My Life Today                                          | 1952             | Moje Życie Dzisiaj                                       | Wydawnictwo „Testimonex”                                                             |
| 45.  | Welfare Ministry                                       | 1952             | Służba dobroczynna                                       | Chrześcijański Instytut Wydawniczy „Znaki Czasu”                                     |
| 46.  | The Adventist Home                                     | 1952             | Chrześcijański Dom                                       | Chrześcijański Instytut Wydawniczy „Znaki Czasu”                                     |
| 47.  | Colporteur Ministry                                    | 1953             | Służba Kolporterska                                      | Chrześcijański Instytut Wydawniczy „Znaki Czasu”                                     |
| 48.  | Child Guidance                                         | 1954             | Wychowanie dzieci / Jak wychować dziecko                 | Wydawnictwo „Testimonex”; Chrześcijański Instytut Wydawniczy „Znaki Czasu”           |
| 49.  | Sons and Daughters of God                              | 1955             | Synowie i Córki Boga                                     | Wydawnictwo „Testimonex”                                                             |
| 50.  | The Faith I Live By                                    | 1958             | —                                                        | —                                                                                    |
| 51.  | Selected Messages, tom 1-3                             | 1958-1980        | Wybrane Poselstwa, tom 1-3                               | Wydawnictwo „Testimonex”; Chrześcijański Instytut Wydawniczy „Znaki Czasu”           |
| 52.  | Our High Calling                                       | 1961             | Nasze Wzniosłe Powołanie                                 | Wydawnictwo „Testimonex”                                                             |
| 53.  | Ellen G. White Review and Herald Articles, tom 1-6     | 1961             | —                                                        | —                                                                                    |
| 54.  | Life At Its Best                                       | 1964             | Życie Mądre i Szczęśliwe                                 | Wydawnictwo „Testimonex”                                                             |
| 55.  | That I May Know Him                                    | 1964             | —                                                        | —                                                                                    |
| 56.  | In Heavenly Places                                     | 1967             | W Atmosferze Niebios                                     | Chrześcijański Instytut Wydawniczy „Znaki Czasu”                                     |
| 57.  | Counsels on Education                                  | 1968             | —                                                        | —                                                                                    |
| 58.  | Christ and His Sanctuary                               | 1969             | —                                                        | —                                                                                    |
| 59.  | Conflict and Courage                                   | 1970             | Walka i Odwaga                                           | Wydawnictwo „Testimonex”                                                             |
| 60.  | Seventh-Day Adventist Bible Commentary, tom 7A         | 1970             | Komentarz Biblijny Adwentystów Dnia Siódmego, tom 7A     | Wydawnictwo „Poselstwo Wyzwolenia”                                                   |
| 61.  | Confrontation                                          | 1971             | —                                                        | —                                                                                    |
| 62.  | Counsels for the Church                                | 1971             | —                                                        | —                                                                                    |
| 63.  | God’s Amazing Grace                                    | 1973             | Zdumiewająca Łaska Boża / Cudowna Boża Łaska             | Wydawnictwo „Testimonex”; Chrześcijański Instytut Wydawniczy „Znaki Czasu”           |
| 64.  | Ellen G. White Signs of the Times Articles, tom 1-4    | 1974             | —                                                        | —                                                                                    |
| 65.  | Maranatha                                              | 1976             | Maranatha, Pan Przychodzi!                               | Wydawnictwo „Testimonex”                                                             |
| 66.  | Mind, Character, and Personality, tom 1-2              | 1978             | Umysł, Charakter, Osobowość, tom 1-2                     | Chrześcijański Instytut Wydawniczy „Znaki Czasu”                                     |
| 67.  | Faith and Works                                        | 1979             | Wiara i Uczynki                                          | Fundacja „Źródła Życia”                                                              |
| 68.  | This Day With God                                      | 1979             | —                                                        | —                                                                                    |
| 69.  | Peter’s Counsels to Parents                            | 1981             | —                                                        | —                                                                                    |
| 70.  | God Has Promised                                       | 1982             | —                                                        | —                                                                                    |
| 71.  | The Upward Look                                        | 1982             | —                                                        | —                                                                                    |
| 72.  | Letters to Young Lovers                                | 1983             | Listy do Zakochanych                                     | Chrześcijański Instytut Wydawniczy „Znaki Czasu”                                     |
| 73.  | The Publishing Ministry                                | 1983             | —                                                        | —                                                                                    |
| 74.  | Lessons Jesus Taught                                   | 1984             | —                                                        | —                                                                                    |
| 75.  | Reflecting Christ                                      | 1985             | —                                                        | —                                                                                    |
| 76.  | Ellen G. White Youth’s Instructor Articles             | 1986             | —                                                        | —                                                                                    |
| 77.  | Ellen G. White 1888 Materials, tom 1-4                 | 1988             | —                                                        | —                                                                                    |
| 78.  | Lift Him Up                                            | 1988             | —                                                        | —                                                                                    |
| 79.  | The Voice in Speech and Song                           | 1988             | —                                                        | —                                                                                    |
| 80.  | Lessons from the Life of Nehemiah                      | 1989             | —                                                        | —                                                                                    |
| 81.  | Testimonies on Sexual Behavior, Adultery, and Divorce  | 1989             | Seks, cudzołóstwo i rozwód                               | Chrześcijański Instytut Wydawniczy „Znaki Czasu”                                     |
| 82.  | Ellen G. White Periodical Resource Collection, tom 1-3 | 1990             | —                                                        | —                                                                                    |
| 83.  | Sermons and Talks, tom 1-3                             | 1990-1992        | —                                                        | —                                                                                    |
| 84.  | The Retirement Years                                   | 1990             | —                                                        | —                                                                                    |
| 85.  | Our Father Cares                                       | 1991             | —                                                        | —                                                                                    |
| 86.  | Last Day Events                                        | 1992             | Wydarzenia Czasów Końca                                  | Chrześcijański Instytut Wydawniczy „Znaki Czasu”                                     |
| 87.  | Promises for the Last Days                             | 1994             | Obietnice na czasy końca                                 | Chrześcijański Instytut Wydawniczy „Znaki Czasu”                                     |
| 88.  | Ye Shall Receive Power                                 | 1995             | Weźmiecie Moc                                            | Chrześcijański Instytut Wydawniczy „Znaki Czasu”                                     |
| 89.  | Angels                                                 | 1995             | —                                                        | —                                                                                    |
| 90.  | Assurance                                              | 1995             | —                                                        | —                                                                                    |
| 91.  | Comfort                                                | 1996             | —                                                        | —                                                                                    |
| 92.  | Joy                                                    | 1996             | —                                                        | —                                                                                    |
| 93.  | The Truth About Angels                                 | 1996             | Prawda o aniołach                                        | Chrześcijański Instytut Wydawniczy „Znaki Czasu”                                     |
| 94.  | Here I Am Lord                                         | 1996             | —                                                        | —                                                                                    |
| 95.  | Darkness Before Dawn                                   | 1997             | —                                                        | —                                                                                    |
| 96.  | Peace                                                  | 1997             | —                                                        | —                                                                                    |
| 97.  | Praying for Others                                     | 1997             | —                                                        | —                                                                                    |
| 98.  | Christ Triumphant                                      | 1999             | Triumfujący Chrystus                                     | Chrześcijański Instytut Wydawniczy „Znaki Czasu”                                     |
| 99.  | Prayer                                                 | 2002             | —                                                        | —                                                                                    |
| 100. | Heaven                                                 | 2003             | —                                                        | —                                                                                    |

## Oficjalne wersje skrócone i misyjne
| Lp.  | Tytuł oryginału           | Pierwsze wydanie | Wersja skrócona książki                     |
| ---- | ------------------------- | ---------------- | ------------------------------------------- |
| 101. | The Impending Conflict    | 1944             | The Great Controversy                       |
| 102. | The Story of Jesus        | 1949             | The Desire of Ages                          |
| 103. | The Remnant Church        | 1950             | Testimonies to Ministers and Gospel Workers |
| 104. | Day of Benediction        | 1955             | Thoughts from the Mount of Blessing         |
| 105. | The Triumph of God's Love | 1957             | The Great Controversy                       |
| 106. | Happiness Homemade        | 1971             | The Adventist Home                          |
| 107. | Cosmic Conflict           | 1982             | The Great Controversy                       |
| 108. | From Eternity Past        | 1983             | Patriarchs and Prophets                     |
| 109. | From Here to Forever      | 1983             | The Great Controversy                       |
| 110. | From Heaven with Love     | 1984             | The Desire of Ages                          |
| 111. | From Splendor to Shadow   | 1984             | Prophets and Kings                          |
| 112. | From Trials to Triumph    | 1984             | The Acts of the Apostles                    |
| 113. | Happiness Digest          | 1985             | Steps to Christ                             |
| 114. | He Taught Love            | 1987             | Christ's Object Lessons                     |
| 115. | Lion on the Loose         | 1989             | The Great Controversy                       |

## Nieoficjalne kompilacje i wydania
- Myśli, Chrześcijański Instytut Wydawniczy „Znaki Czasu”
- Pochodzenie zła, Chrześcijański Instytut Wydawniczy „Znaki Czasu”
- Myśli do Księgi Daniela, Wydawnictwo „Poselstwo Wyzwolenia”
- Myśli do Księgi Objawienia, Wydawnictwo „Poselstwo Wyzwolenia”
- Przygotuj się na spotkanie twojego Boga, Wydawnictwo „Poselstwo Wyzwolenia”
- Dekalog – Zasady Wiary Międzynarodowego Stowarzyszenia Misyjnego Adwentystów Dnia Siódmego Trzecia Część, Wydawnictwo „Testimonex”
- Księga Złotych Myśli, Wydawnictwo „Testimonex”
- „Boże! Tyś jest Bogiem moim, z poranku Ciebie szukam”, Wydawnictwo „Testimonex”
- „Błogosławieni, którzy czynią przykazania Jego”, Wydawnictwo „Testimonex”
- „Dzieło Ducha Świętego”, Wydawnictwo „Testimonex”
- Bądź kowalem swego losu, Wydawnictwo „Betezda”
- Pokój z Bogiem, Wydawnictwo „Betezda”
- Pragnienie Wieków, Wydawnictwo „Christ Media”

## Wydawcy w języku polskim
| Lp. | Wydawnictwo                                      | Kościół                                                                                   | Siedziba                   |
| --- | ------------------------------------------------ | ----------------------------------------------------------------------------------------- | -------------------------- |
| 1.  | Chrześcijański Instytut Wydawniczy „Znaki Czasu” | Kościół Adwentystów Dnia Siódmego                                                         | Warszawa                   |
| 2.  | Wydawnictwo „Testimonex”                         | Międzynarodowe Stowarzyszenie Misyjne Adwentystów Dnia Siódmego Trzecia Część Zachariasza | Kowale k. Skoczowa         |
| 3.  | Wydawnictwo „Poselstwo Wyzwolenia”               | niezależne                                                                                | Cieszyn                    |
| 4.  | Wydawnictwo „Prawda na Czas Obecny”              | niezależne                                                                                | Tychy                      |
| 5.  | Hope International                               | niezależne                                                                                | Kolonia                    |
| 6.  | Fundacja „Źródła Życia”                          | Kościół Adwentystów Dnia Siódmego                                                         | Budy-Zasłona k. Mszczonowa |
| 7.  | Wydawnictwo „Christ Media”                       | niezależne                                                                                | Warszawa                   |